# Annona primigenia
Annona primigenia là loài thực vật có hoa thuộc họ Na. Loài này được Standl. & Steyerm. mô tả khoa học đầu tiên năm 1943.